# Adoretus lasiopygus
Adoretus lasiopygus är en skalbaggsart som beskrevs av Hermann Burmeister 1855. Adoretus lasiopygus ingår i släktet Adoretus och familjen Rutelidae. Inga underarter finns listade i Catalogue of Life.